# 방소총
밀크슨 퐁(중국어 정체자: 方紹聰, 병음: Fāng Shàocōng, 한자음: 방소총, Milkson Fong, 1987년 7월 29일 ~ )은 홍콩의 배우이다.